# Verzorgingsplaats Aanschoten
Verzorgingsplaats Aanschoten is een Nederlandse verzorgingsplaats, gelegen aan de noordzijde van A1 Oldenzaal-Amsterdam tussen afritten 17 en 16 in de gemeente Barneveld.
Richting Oldenzaal:
Honswijck · 
Ronduit · 
De Slaag · 
Palmpol ·
Tolnegen · 
Lucasgat · 
Bruggelen · 
De Paal · 
Boermark · 
Bolder · 
Het Lonnekermeer
Richting Amsterdam:
De Poppe · 
Het Veelsveld · 
Struik · 
De Hop · 
Vundelaar · 
De Hucht · 
De Strubben · 
Tolnegen · 
Aanschoten · 
Uilengoor · 
De Middelaar · 
Neerduist · 
Bastion · 
Hackelaar